# Mohamed Aidara
Mohamed Aidara (Abidjan, 6 novembre 1996) è un calciatore ivoriano, difensore dell'Académico de Viseu.

## Carriera
Cresciuto nell'ASEC Mimosas, nel 2017 approda in Europa firmando con i portoghesi del Vizela; debutta il 7 aprile 2018 in occasione dell'incontro di terza divisione vinto 3-0 contro il Câmara de Lobos. Negli anni seguenti fa parte del gruppo che con una doppia promozione consecutiva approda in Primeira Liga in vista della stagione 2020-2021; il 24 ottobre esordisce nella massima divisione portoghese giocando la sfida persa 1-0 contro il Benfica.

## Statistiche

### Presenze e reti nei club
Statistiche aggiornate al 30 novembre 2021.
| Stagione        | Squadra         | Campionato      | Campionato | Campionato | Coppe nazionali | Coppe nazionali | Coppe nazionali | Coppe continentali | Coppe continentali | Coppe continentali | Altre coppe | Altre coppe | Altre coppe | Totale | Totale |
| Stagione        | Squadra         | Comp            | Pres       | Reti       | Comp            | Pres            | Reti            | Comp               | Pres               | Reti               | Comp        | Pres        | Reti        | Pres   | Reti   |
| --------------- | --------------- | --------------- | ---------- | ---------- | --------------- | --------------- | --------------- | ------------------ | ------------------ | ------------------ | ----------- | ----------- | ----------- | ------ | ------ |
| 2017-2018       | Vizela          | CdP             | 3          | 0          | CP              | 0               | 0               |                    | -                  | -                  |             | -           | -           | 3      | 0      |
| 2018-2019       | Vizela          | CdP             | 18         | 0          | CP              | 0               | 0               |                    | -                  | -                  |             | -           | -           | 18     | 0      |
| 2019-2020       | Vizela          | CdP             | 14         | 1          | CP              | 1               | 0               |                    | -                  | -                  |             | -           | -           | 15     | 1      |
| 2020-2021       | Vizela          | LdH             | 31         | 2          | CP              | 1               | 0               |                    | -                  | -                  |             | -           | -           | 32     | 2      |
| 2021-2022       | Vizela          | PL              | 4          | 0          | CP+CdL          | 1+1             | 0               |                    | -                  | -                  |             | -           | -           | 6      | 0      |
| Totale carriera | Totale carriera | Totale carriera | 70         | 3          |                 | 4               | 0               |                    | -                  | -                  |             | -           | -           | 74     | 3      |

## Palmarès

### Club

#### Competizioni nazionali
- Campionato ivoriano: 1

ASEC Mimosas: 2016-2017